# Harold Anthony Perera
Harold Anthony Perera (ur. 9 czerwca 1951 w Bopitiya) – lankijski duchowny rzymskokatolicki, od 2009 biskup Kurunegali.

## Życiorys
Święcenia kapłańskie przyjął 5 lipca 1980 i został inkardynowany do archidiecezji Kolombo. Pracował w Centralnym Seminarium Duchownym w Kandy jako m.in. wykładowca i dyrektor studiów filozoficznych. Był także prokuratorem generalnym archidiecezji oraz archidiecezjalnym dyrektorem Papieskich Dzieł Misyjnych.
29 stycznia 2003 został mianowany biskupem Ratnapury. Sakry biskupiej udzielił mu 18 marca 2003 w katedrze w Kolombo abp Malcolm Ranjith. Cztery dni później kanonicznie objął diecezję.
15 lutego 2005 został prekonizowany biskupem Galle. Ingres odbył się 8 marca 2005.
14 maja 2009 ogłoszono jego nominację na biskupa Kurunegali. Urząd objął 11 lipca 2009.